# Богданова, Светлана Владимировна
Светла́на Влади́мировна Богда́нова (род. 12 июля 1964, Свердловск) — советская и российская гандболистка, вратарь. Выступала на профессиональном уровне в начале 1990-х — середине 2000-х годов, обладательница бронзовой медали Олимпийских игр в Барселоне, двукратная чемпионка мира (1990 и 2001), победительница Кубка европейских чемпионов, Суперкубка ЕГФ, Кубка Европы. На протяжении большей части спортивной карьеры проживала в Испании и выступала за испанские клубы. Заслуженный мастер спорта СССР (1992).

## Биография
Родилась 12 июля 1964 года в Свердловске. Активно заниматься гандболом начала с раннего детства, проходила подготовку в свердловской Детско-юношеской спортивной школе под руководством тренера Александры Александровны Бажковой. Позже поступила в Уральский политехнический институт и выступала за женскую студенческую команду, возглавляемую старшим тренером Тамарой Александровной Морозовой и тренером вратарей Валентиной Гордиевской. В 1984 году в возрасте 20 лет уже выполнила норматив мастера спорта.
Первого серьёзного успеха на взрослом международном уровне добилась в сезоне 1990 года, когда попала в основной состав советской национальной сборной и побывала на чемпионате мира в Южной Корее, откуда вернулась с наградой золотого достоинства — советская команда одержала победу во всех пяти играх первенства. По итогам сезона получила звание мастера спорта международного класса.
Два года спустя благодаря череде удачных выступлений удостоилась права защищать честь страны на летних Олимпийских играх в Барселоне, где представляла Объединённую команду, собранную из спортсменов бывших советских республик. Они заняли первое место в группе, победив всех своих соперниц, но на стадии полуфиналов со счётом 23:24 уступили сборной Норвегии. В утешительном матче за третье место всё же выиграли 24:20 у сборной Германии и завоевали тем самым бронзовые награды. Богданова при этом стояла на воротах во всех пяти матчах команды. За это достижение удостоена почётного звания «Заслуженный мастер спорта СССР».
В 1996 году Светлана Богданова переехала на постоянное жительство в Испанию, где в течение многих лет выступала за такие испанские клубы, как «Милар Л'Элиана», «Эль Ферробус» и «Ичако». В 1997 году она победила в розыгрыше Кубка европейских чемпионов и выиграла Суперкубок ЕГФ. В 2000 году стала обладательницей Кубка Европы — после этой победы впервые после долгого перерыва вошла в состав национальной сборной России и, будучи капитаном команды, приняла участие в чемпионате мира в Италии. Россиянки были лучшими во всех матчах мирового первенства и завоевали золотые медали.
Карьеру профессиональной спортсменки завершила в 2006 году. Считается одной из лучших гандболисток в истории Свердловской области. Тренер женской сборной России Евгений Трефилов называл её своим лучшим капитаном в сборных, которая могла сдерживать коллектив «молодых и необузданных».
По словам Евгения Трефилова, Светлана была замужем, однако в 1990-е годы её муж был убит бандитами.